# Corydon, Indiana
Corydon är administrativ huvudort i Harrison County i Indiana.
Corydon var delstaten Indianas första huvudstad, från uppnådd delstatsstatus 1816 fram till 1825 då den flyttades till Indianapolis. Det föregående Indianaterritoriets huvudstad hade flyttats från Vincennes till Corydon den 1 maj 1813.
Vid 2010 års folkräkning hade Corydon 3 122 invånare.